# Ingrid Fuchs

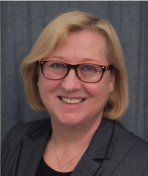
Ingrid Fuchs, vor 2022

Ingrid Fuchs (* 1. Juli 1954 in Wien) ist eine österreichische Musikwissenschaftlerin.

## Werdegang
Nach dem Besuch der Volksschule wechselte sie auf das Bundesgymnasium Schützengasse in Wien 3. und maturierte 1972 mit Auszeichnung. Sie studierte Violoncello Konzertfach an der Universität für Musik und darstellende Kunst in Wien bei Wolfgang Herzer sowie Musikwissenschaft und Kunstgeschichte an der Universität Wien. Sie dissertierte bei Othmar Wessely über Die sechs Suiten für Violoncello (BWV 1007–1012) von Johann Sebastian Bach: Ein Beitrag zur historischen Stellung, Aufführungspraxis und Editionsgeschichte; Promotion 1981.
Ab 1975 war Fuchs mehrfach vertretungsweise und 1980/1981 Studienassistentin am Institut für Musikwissenschaft der Universität Wien.
Von 1976 bis 1980 war sie Sekretärin der Österreichischen Gesellschaft für Musik, Mitarbeit an der Publikation Österreichische Komponisten der Gegenwart. Ein Handbuch, herausgegeben von Harald Goertz, Wien 1979.
Ab 1978 freie Mitarbeiterin, von 1981 bis 1999 als wissenschaftliche Mitarbeiterin der Kommission für Musikforschung der Österreichischen Akademie der Wissenschaften (ÖAW) angestellt: Redaktion der von der Kommission und dem Anton Bruckner Institut Linz herausgegebenen Publikationen; ferner Beiträge für das Österreichische Biographische Lexikon 1815–1950 der ÖAW.
Von 1994 bis 1996 gemeinsames Projekt mit Hubert Reitterer (ÖAW): Briefe aus Wien als Quelle zur Musikkultur 1780–1800 des Jubiläumsfonds der Österreichischen Nationalbank, einschließlich Forschungsaufenthalte in Levoča 1993 und 1996 im Rahmen des Wissenschaftleraustausches der ÖAW mit der Slowakischen Akademie der Wissenschaften.
Von 1982 bis 1995 war Fuchs Konsulentin des Österreichischen Komponistenbundes (ÖKB) und Redakteurin der ÖKB-Seiten in der Österreichischen Musikzeitschrift.
Von 1986 bis 1996 war sie Generalsekretärin der Österreichischen Gesellschaft für Musikwissenschaft und Herausgeberin der Mitteilungen der Österreichischen Gesellschaft für Musikwissenschaft Nr. 16 (1986) bis Nr. 30 (1996).
Von 1996 bis 2024 war sie Vorstandsmitglied der Österreichischen Gesellschaft für Musik.
Von Herbst 1999 bis Dezember 2019 war Fuchs neben Direktor Otto Biba Stellvertretende Direktorin von Archiv, Bibliothek und Sammlungen der Gesellschaft der Musikfreunde in Wien.
Fuchs veröffentlichte zahlreiche Beiträge zur österreichischen Musikgeschichte des 18. bis 20. Jahrhunderts mit den Schwerpunkten: Joseph Haydn, Wolfgang Amadeus Mozart, Ludwig von Beethoven und Johannes Brahms; die private und öffentliche Musikszene Wiens am Ende des 18. und im 19. Jahrhundert sowie die Geschichte der Gesellschaft der Musikfreunde in Wien, vor allem deren Konservatorium und Archiv.
Fuchs hielt wissenschaftliche Vorträge nicht nur in Österreich und in zahlreichen Städten Europas, sondern auch in den USA (New York University, University of California, Santa Barbara), Kanada (University of Alberta, Edmonton) und Japan (Mozart-Festival Hakodate Hokkaido; Yokohama National University; Suntory Hall – Tokyo, Tokyo City University, Tokyo College of Music, City University of Arts, Kyoto). Sie war wissenschaftliche Leiterin bei internationalen musikwissenschaftlichen Kongressen und für die Herausgabe der Kongress-Berichte verantwortlich: u. a. Bach 1985, Mozart 1991, Brahms 1997, Gottfried von Einem 1998.
Seit Herbst 2021 gestaltet Fuchs die Sendereihe Cellissimo auf Radio Klassik Stephansdom.
Co-Kuratorin der Sonderausstellung "Mozart bei  Tisch" im Mozarthaus Vienna von 23. Mai 2024 bis 11. Jänner 2026.
Vorträge über Anton Bruckner an der Kyoto City University of Arts und am Tokyo College of Music (Japan) im November 2024.
Als Cellistin ist sie seit 2007 Mitglied des Mödlinger Symphonischen Orchesters und seit 2020 der Camerata Medica Wien.
Ingrid Fuchs ist mit dem Juristen und ehemaligen Ministerialbeamten Walter Fuchs verheiratet, sie haben eine Tochter und einen Sohn.

## Anerkennungen
- 2017: Berufstitel Professorin

## Ausstellungen (Auszug)
Ingrid Fuchs war von 1999 bis zu ihrer Pensionierung Mitkuratorin sämtlicher vom Archiv der Gesellschaft der Musikfreunde im Ausstellungssaal des Musikvereins und zahlreicher außerhalb des Musikvereins veranstalteten Ausstellungen:
- „…in meinen Tönen spreche ich.“ Für Johannes Brahms 1833–1897.  Museum für Kunst und Gewerbe, Hamburg 1997.
- Joseph Haydn und Bonn.  Ernst Moritz Arndt Haus, Bonn 2002.
- Beethoven und andere Wunderkinder. Ernst Moritz Arndt Haus, Bonn 2003.
- La tempesta del mio cor. Dal’ Europa riconosciuta di Salieri sino ai nostril giorni. Museum Teatro alla Scala, Mailand 2004.
- „Alle Noten bringen mich nicht aus den Nöthen.“ Beethoven und das Geld. Beethoven-Haus Bonn 2005.
- Freude am Klavier dank Carl Czerny (1791–1857). Musikinstrumenten-Museum Berlin 2007/2008.
- Carl Czerny (1791–1857) – Komponist, Pianist und Pädagoge. Zentralbibliothek Zürich 2009.
- Three most famous composers – Mozart, Beethoven and Schubert. Lilia Hall, Kawaguchi (Japan) 2010.
- „Der Himmel hängt voller Geigen“ Die Violine in Biedermeier und Romantik. Kunsthistorisches Museum Wien, Sammlung alter Musikinstrumente, 2011.
- Gustav Mahler (1860–1911). Musée d’Orsay, Paris 2011.
- 450 Jahr europäisch-japanische Musikbeziehungen. Suntory Hall, Tokyo 2012.
- Ludwig van Beethoven. Suntory Hall, Tokyo 2013.
- Vienna’s Musical Giants. Treasures from the Gesellschaft der Musikfreunde. Carnegie Hall, New York City 2014.
- Antonio Salieri. Die Fakten. Mozarthaus Vienna, Wien 2014/2015.
- Christoph Willibald Gluck. Zum 300. Geburtstag. Mozarthaus Vienna, Wien 2014/2015.
- Der Kongress klingt. Idee Europa – 200 Jahre Wiener Kongress. Hofburg, Geistliche Schatzkammer, Wien 2015.
- Mozart im Mozarthaus. Highlights im Komponistenalltag. Mozarthaus Vienna, Wien 2016/2017.
- Konfrontationen – Johannes Brahms und Frankreich. Brahms-Institut, Lübeck 2017.
- Einsam & Gesellig. Brahms’ Schaffensprozess und Besuche seiner Freunde. Dauerausstellung, Brahmsmuseum Mürzzuschlag, Brahms-Wohnung, ab 2018.
- Mozart. Reisender in Europa. Mozarthaus Vienna, Wien 2019/2020.
- 150 Jahre Musikbeziehungen Japan – Österreich. Suntory Hall, Tokyo 2019.
- Bonns goldenes Zeitalter. Die kurfürstliche Residenzstadt zur Zeit Beethovens. Ernst Moritz Arndt Haus, Bonn 2020/2021.

## Publikationen (Auszug)
Ingrid Fuchs veröffentlichte zahlreiche Aufsätze und Bücher.
- Ludwig van Beethoven. Die Musikautographe in öffentlichen Wiener Sammlungen. Hans Schneider, Tutzing 2004, ISBN 978-3-7952-1151-6.
- mit Otto Biba: „Mehr Respekt vor dem tüchtigen Mann.“ Carl Czerny (1791–1857). Komponist, Pianist und Pädagoge. Herausgegeben von Urs Fischer und Laurenz Lütteken, Ausstellungskatalog, Archiv der Gesellschaft der Musikfreunde in Wien, Zentralbibliothek Zürich, Bärenreiter-Verlag, Kassel/Basel 2009, ISBN 978-3-7618-2162-6.
- mit Otto Biba: „Die Emporbringung der Musik.“ Höhepunkte aus der Geschichte und aus dem Archiv der Gesellschaft der Musikfreunde in Wien. Ausstellungskatalog, Gesellschaft der Musikfreunde in Wien, 2012, ISBN 978-3-901307-03-4.
- Brahms und Bruckner in der Musikszene ihrer Zeit. In: Midori Takeishi (Hrsg.): Musik im Austausch. Wien im ausgehenden 19. Jahrhundert und Meiji Japan. Tokyo 2022, ISBN 978-4-86528-077-7, S. 126–151 (deutsch und japanisch).
- Kōda Nobu – Absolventin des Konservatoriums der Gesellschaft der Musikfreunde in Wien. In: Midori Takeishi (Hrsg.): Musik im Austausch. Wien im ausgehenden 19. Jahrhundert und Meiji Japan. Tokyo 2022, ISBN 978-4-86528-077-7, S. 186–209.

- Bruckner in der Weltstadt Wien, in Anton Bruckner. Der fromme Revolutionär. Hrsg. Andrea Harrandt und Thomas Leibnitz, Salzburg-Wien 2024, S. 77–87.

- Bruckners Stellung im Wiener Musikleben seiner Zeit und die Rezeption seiner Sinfonien (in japanischer Übersetzung) in Harmonia No. 55, Bulletin of the Faculty of Music, Kyoto City University of Arts, 2024, S. 109–129.

Herausgeberschaft
- Johann Sebastian Bach. Beiträge zur Wirkungsgeschichte, Wien 1985. Kongressbericht. Mitarbeit von Susanne Antonicek,  Österreichische Gesellschaft für Musikwissenschaft, Wien 1992, ISBN 978-3-85369-897-6.
- Internationaler musikwissenschaftlicher Kongress zum Mozartjahr 1991, Baden/Wien. Kongressbericht. 2 Bde. Hans Schneider Tutzing 1993.
- Johann Strauss (Sohn), An der schönen blauen Donau, Walzer, op. 314. Klavierfassung des ersten Walzers. Autograph im Archiv der Gesellschaft der Musikfreunde in Wien. Faksimile. Gesellschaft der Musikfreunde in Wien, 1999.
- Internationaler Brahms-Kongress Gmunden 1997. Kongressbericht, Hans Schneider, Tutzing 2001, ISBN 978-3-7952-1082-3.
- Gottfried-von-Einem-Kongress. Wien 1998., Kongressbericht, Hans Schneider, Tutzing 2003, ISBN 978-3-7952-1120-2.
- Festschrift Otto Biba zum 60. Geburtstag. Hans Schneider, Tutzing 2006, ISBN 978-3-7952-1214-8.
- Joseph Haydn, Hornkonzert D‑Dur, Hob.VIId:3. Autographe Partitur. Faksimile-Ausgabe. Mit einem Kommentar von Ingrid Fuchs. Gesellschaft der Musikfreunde in Wien, 2009.
- Musikfreunde. Träger der Musikkultur in der ersten Hälfte des 19. Jahrhunderts. Bärenreiter-Verlag, Kassel Basel 2017, ISBN 978-3-7618-2404-7.